# Грас Рејнџ (Монтана)
Грас Рејнџ (енгл. Grass Range) град је у америчкој савезној држави Монтана.

## Демографија
По попису из 2010. године број становника је 110, што је 39 (-26,2%) становника мање него 2000. године.
| Група             | 2000.        | 2010.       |
| Белци             | 149 (100,0%) | 109 (99,1%) |
| Афроамериканци    | 0 (0,0%)     | 0 (0,0%)    |
| Азијати           | 0 (0,0%)     | 0 (0,0%)    |
| Хиспаноамериканци | 0 (0,0%)     | 0 (0,0%)    |
| Укупно            | 149          | 110         |